# Мозаики Киевского речного вокзала
Мозаики речного вокзала — мозаичная композиция в интерьере Киевского речного вокзала, которая состоит из нескольких панно «Днепр — торговый путь», «Богдан Хмельницкий»,«Чайки над Днепром» и другие.
По мнению исследователей, мозаики речного вокзала —   наиболее выразительные среди первых произведений, выполненных в стиле украинского монументального искусства 1960-х годов.

## История создания

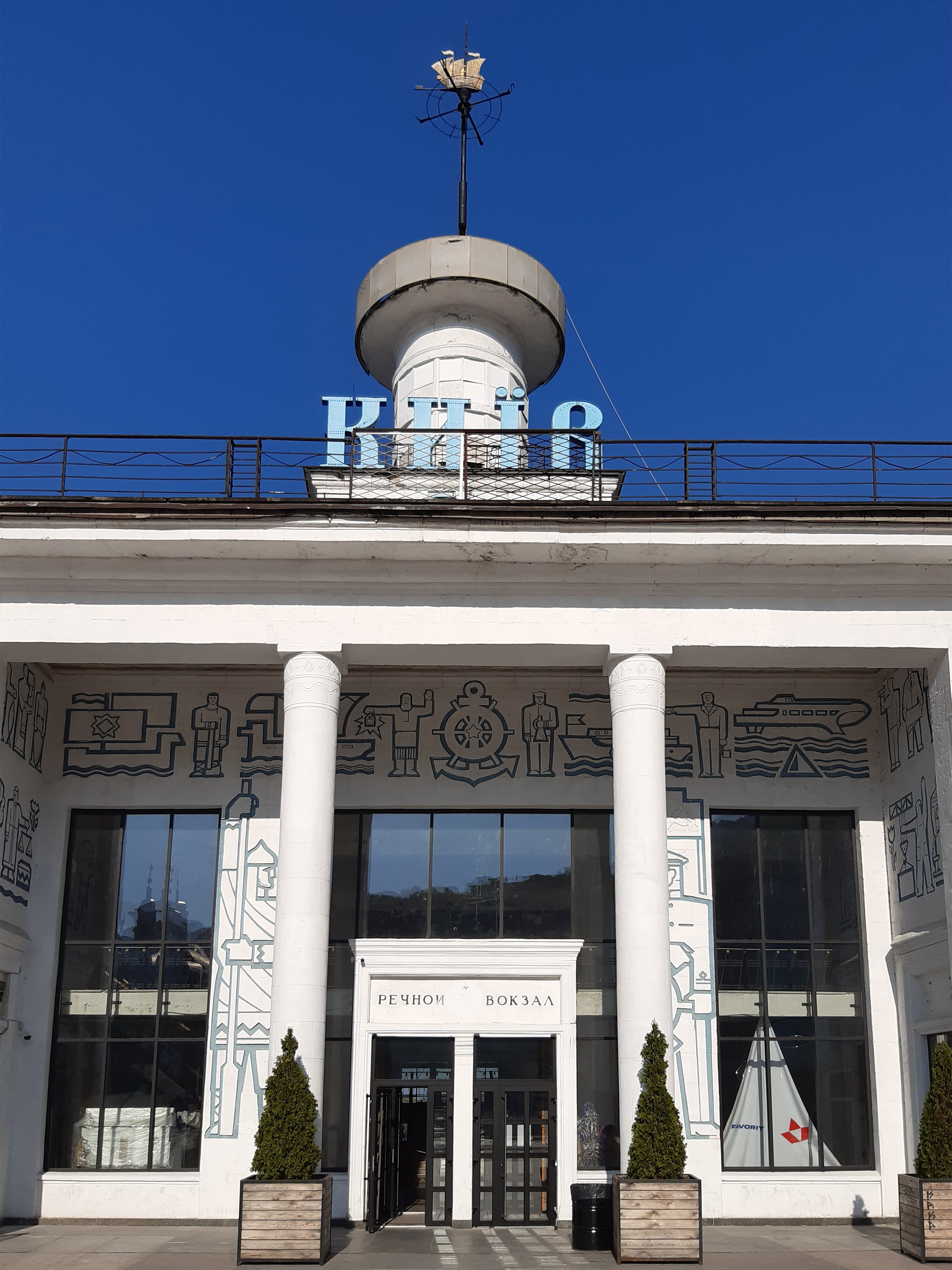
Контррельефы на портике речного вокзала

В 1957—1961 годах на Почтовой площади по проекту архитекторов Вадима Гопкало, Вадима Ладного, Григория Слуцкого и других построили Киевский речной вокзал.
Выполнить отделку интерьеров пригласили художников Эрнеста Коткова, Валерия Ламаха и Ивана Литовченко, авторов монументальных мозаик на жилых домах по проспекту Победы, в аэропорту «Борисполь» и метро Шулявская.
После принятия 4 ноября 1955 года постановления ЦК КПСС и Совета Министров СССР «Об устранении излишеств в проектировании и строительстве» запрещалось украшать здания традиционной лепниной и декорированием. Отныне колонны, карнизы, лопатки и стене имели пустой вид. Пред художниками была поставлена задача исправить ситуацию, учитывая новые обстоятельства.
Оформление речного вокзала стало первой значительной работой Валерия Ламаха и Эрнеста Коткова. По мнению исследователей, это произведение в соавторстве с Иваном Литовченко ознаменовал «рождения нового стиля в украинском монументальном искусстве и прочное утверждение мозаичных панно в общественных интерьерах».
Художественное решение внутреннего пространства тогда восприняли как новаторское. Впервые для оформления стен использовали большой объем мозаики из дешёвой керамической плитки. В то время ещё не было местной базы для производства смальты. Поэтому монументалисты использовали английские цветные цементы и обычную сантехническую плитку, которую собственноручно красили и снова обжигали. Этот яркий материал предоставлял стилизованным композициям выразительного колорита. Новаторство проявилось в стремлении объединить интерьеры с помощью искусства в единое целое, апробировать новые материалы и способы кладки керамической мозаики. Новизна звучала и в попытке раскрыть в аллегорической форме предназначение здания вокзала. Отдельные сюжеты («Днепр — торговый путь», «Богдан Хмельницкий», «Украина», «Чайки над Днепром» и другие), объединённые общей темой, иллюстрируют прошлое и современность города, воспевали Днепр, раскрывали его предназначение. Новым было свободное сопоставление различных масштабов, чередование плоскостей, ритмов. Художникам удалось создать орнаментальный и одновременно эпический цикл.
В 2011 году вместе с реконструкцией развязки на Почтовой площади была запланирована и реконструкция речного вокзала. По предварительным подсчётам, стоимость работ составляет $ 5 млн.
В то же время мозаичные панно находятся в крайне запущенном состоянии. Во время развлекательных мероприятий, которые проходили в помещении вокзала, мозаика получила все большего повреждения. Кроме того, вандалы сбивают плитку и расписывают граффити. Они закрасили чёрной краской нижний край панно «Днепр — торговый путь».

## Описание

Панно «Днепр — торговый путь»

Панно «Богдан Хмельницкий»

Панно «Украина»

Фриз «Днепр промышленный»

Фриз «Отдых на Днепре»

### Контррельефы
Творческий коллектив начал развивать идею речного флота, заложенную в самом облике здания, с портика главного входа. Его подчеркнули лаконичными контррельефами (разновидность углублённого рельефа).

### «Чайки над Днепром»
В вестибюле над входами в залы созданы «островные» композиции «Чайки над Днепром» или «Чайки». На них птицы изображены схематическим ломаным контуром, заданным большим модулем плитки.

### «Днепр —  торговый путь»
В первом зале художники разместили панно «Днепр —  торговый путь», «Богдан Хмельницкий» и «Вся власть Советам!», во втором зале — панно «Украина» и фризовые композиции «Днепр промышленный» (или «Труд») и «Отдых на Днепре» («Отдых»).
Первое панно посвящено роли реки в жизни Киевской Руси в целом и средневекового города в частности. В то время по Днепру пролегал древний торговый путь, который в Лаврентьевской летописи назван «великим путём из варяг в греки». На нём, в устье Почайны, действовал порт.
Панно — панорамная, эпическая по духу композиция. Яркая декоративность достигается за счёт контраста кусочков блестящей керамической плитки, уложенной по основным композиционных линиям и контурам, и матовых цветных цементов фона.

### «Богдан Хмельницкий»
«Богдан Хмельницкий» — почти обязательный для тех времён сюжет, который также символически связан с темой объекта. Он должен был напоминать об освободительной войне гетмана, которая способствовала объединению разделённых Днепром частей Украины.
Размещено напротив панно «Днепр —  торговый путь».
По мнению искусствоведов, схематическое трактование фигур и аппликативность пространственных планов делают это панно менее интересным по сравнению с первым.

### «Вся власть Советам!»
Такими же схематическими стали и «островные» мозаичные панно «Вся власть Советам!» и «Украина» на торцевых стенах первого и второго залов ожидания.
Композиция «Вся власть Советам!» рассказывала о восстании арсенальцев против Центральной Рады в январе 1918 года. Изображение пронизано плакатной пафосностью.

### «Украина»
Во втором зале ожидания изображены несколько сюжетов, скомпонованных в виде фриза, которые объединяла главная мозаика «Украина».
Девушка в национальном костюме стоит со снопом пшеницы у перекрытой плотиной реки, олицетворяла собой образ «житницы» страны. По мнению исследователей, панно имеет слишком шаблонный вид.

### Фризы
Застывшему и колористически насыщенному панно «Украина» своей динамичностью и скромной цветовой гаммой противоречат фризы «Днепр промышленный» и «Отдых на Днепре».

### Сграффито
Декоративное оформление здания завершает сграффито «Спорт на Днепре» на стене лестничной площадки, ведущей на открытую террасу ресторана. Образы спортсменов и девушки с веслом вызывают отдалённые ассоциации с искусством 1930-х годов. В то же время они лишены идеологического подтекста.